# Вале (Тренто)
Вале је насеље у Италији у округу Тренто, региону Трентино-Јужни Тирол.
Према процени из 2011. у насељу је живело 198 становника. Насеље се налази на надморској висини од 1057 м.